# Opěrák
Opěrák je stavební prvek mající podobu opěrného pilíře na vnější straně budovy. Často bývá několikrát odstupňovaný a může být zakončen i stříškou. Vyskytuje se v opěrných systémech například katedrál, zvláště pak u těch z doby gotiky. Jeho významem je zachytit šikmé tlaky klenby a hmotnost střechy. Na katedrálních stavbách vytváří opěrný systém volně stojící opěráky v jedné až dvou řadách ozdobené fiálami. S vlastní stavbou jsou navíc spojené pomocí šikmých opěrných oblouků, které mohou být zdobeny kraby a liliemi.

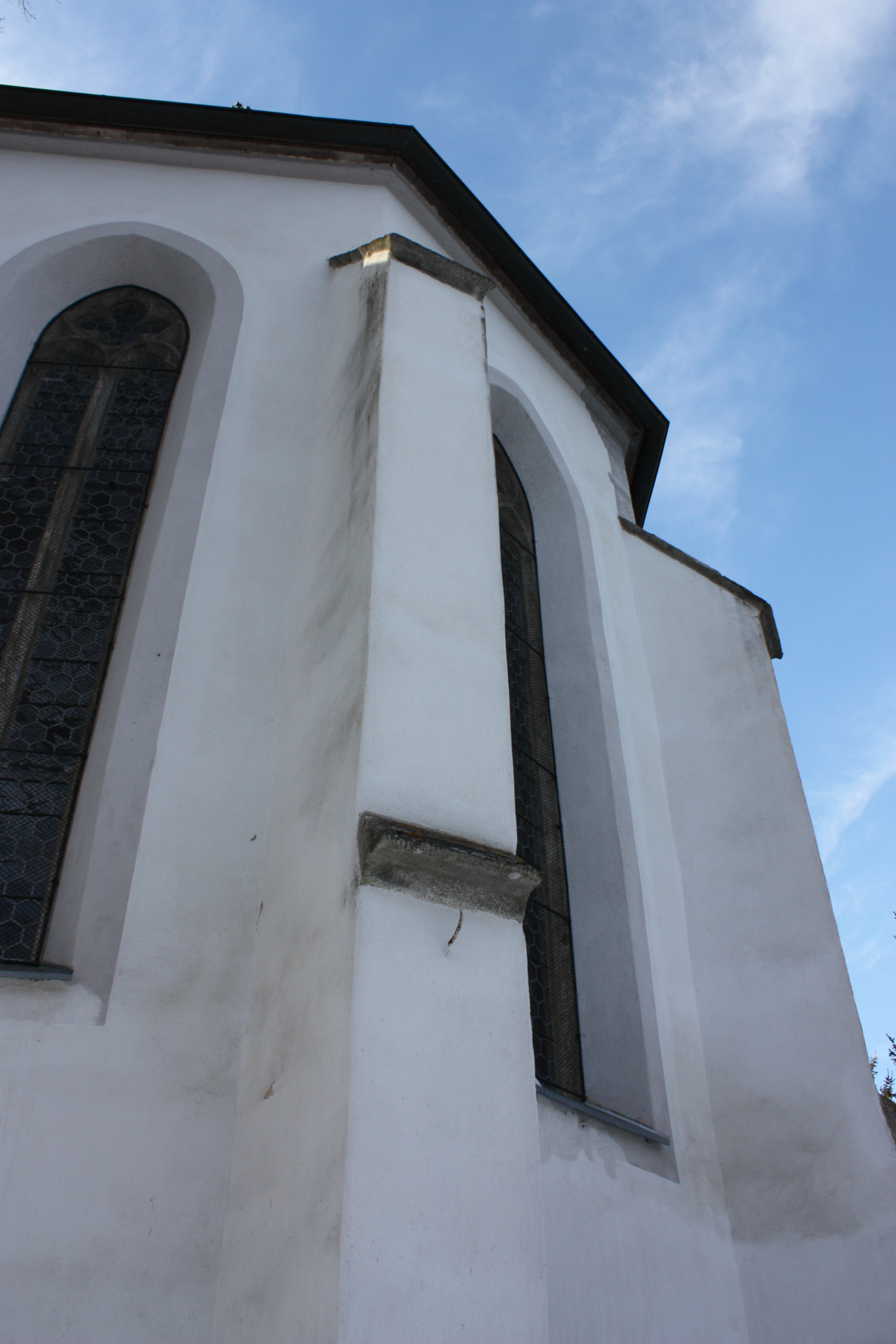
Odstupňovaný opěrák závěru kostela v Cetvinách
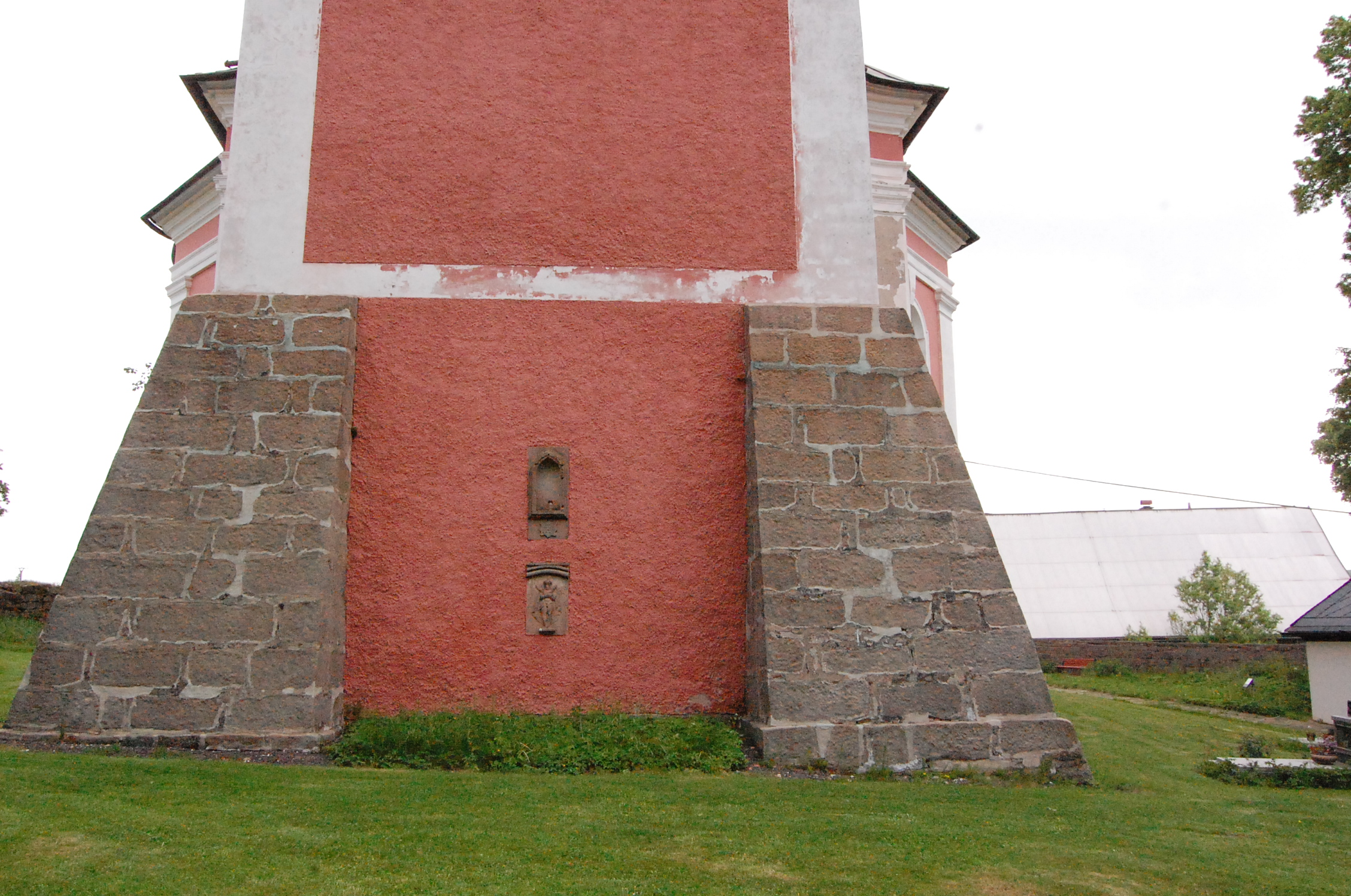
Opěráky věže kostela sv. Maří Magdaleny v Božanově
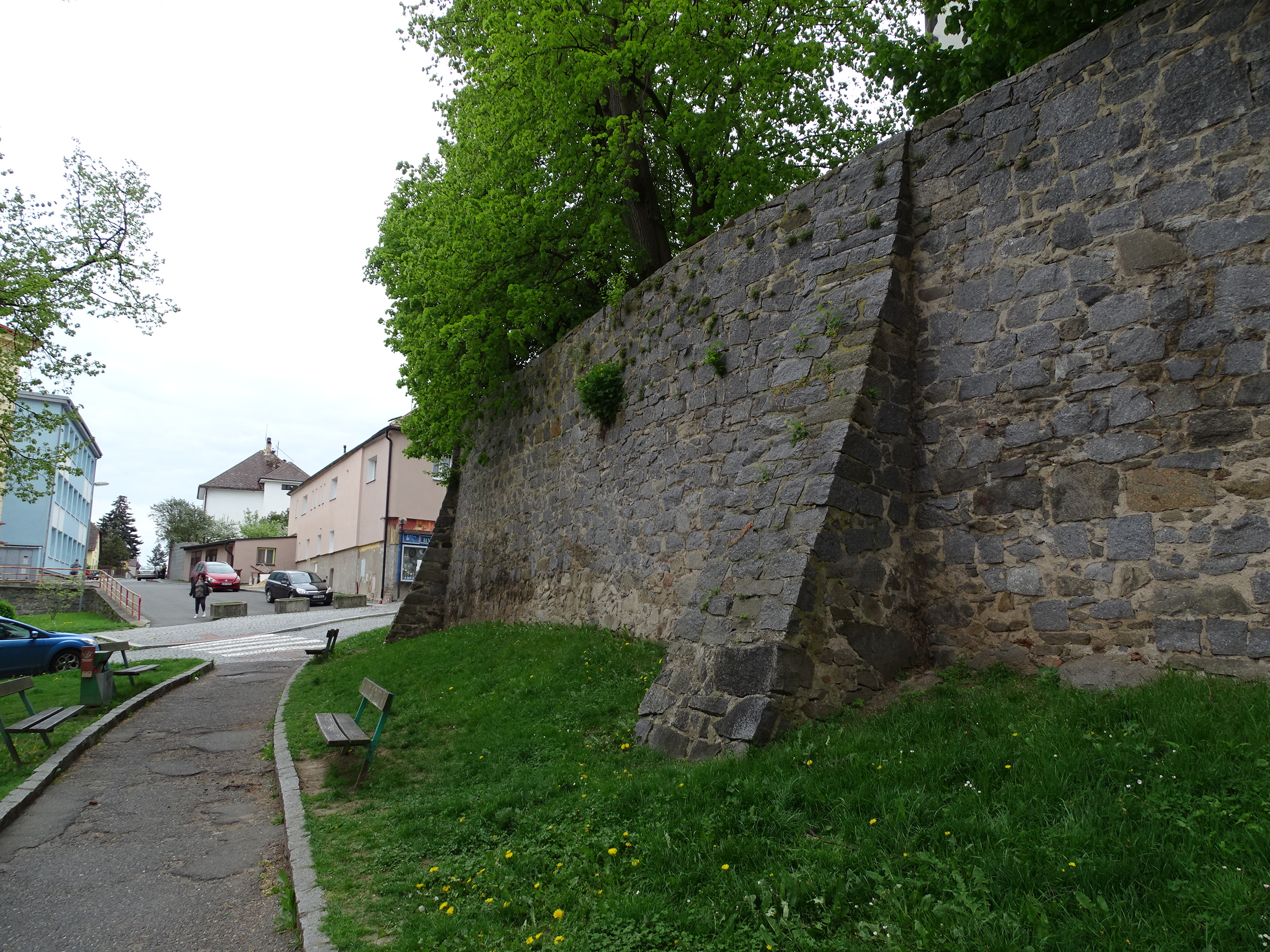
Opěráky hřbitovní zdi u kostela sv. Martina v Sedlčanech